# Määllijärvi och Valajärvi
Määllijärvi och Valajärvi är en sjö i Finland. Den ligger i kommunen Enare i landskapet Lappland, i den norra delen av landet, 1 000 km norr om huvudstaden Helsingfors. Määllijärvi och Valajärvi ligger 149,6 meter över havet. Arean är 3,91 kvadratkilometer och strandlinjen är 38,55 kilometer lång. Sjön  ingår i Pasvik älvs huvudavrinningsområde.   Den sträcker sig 4,8 kilometer i nord-sydlig riktning, och 3,9 kilometer i öst-västlig riktning.